# یک دیوانگی خوب
یک دیوانگی خوب (به انگلیسی: A Fine Madness) فیلمی محصول سال ۱۹۶۶ و به کارگردانی اروین کرشنر است. در این فیلم بازیگرانی همچون شان کانری، جوآن وودوارد، جین سیبرگ، پاتریک اونیل، کالین دوهرست، کلایو رویل، ورنر پترز، جان فیدلر، کی مدفورد، جکی کوگان، زاهره لمپرت، سورل بوک، سو آن لنگدون، لستر دُر و مابل البرتسون ایفای نقش کرده‌اند.